# Pendleton
El SS Pendleton fue un petrolero de Tipo T2-SE-A1 construido en 1942 en Portland, Oregón, Estados Unidos, para la War Shipping Administration. Fue vendido en 1948 a National Bulk Carriers, prestando servicio hasta febrero de 1952, cuando se partió en dos en una tormenta. Los buques cisterna T2 eran propensos a partirse en dos en climas fríos. El hundimiento del barco y el rescate de la tripulación (junto con la ruptura y el rescate de su barco gemelo, el SS Fort Mercer) es el tema del libro de 2009 The Finest Hours: The True Story Behind the US Coast Guard's Most Daring Rescue de Michael J. Tougias y Casey Sherman . El libro inspiró la película de 2016 producida por Disney: The Finest Hours con Chris Pine, que se centra en el rescate del Pendleton.

## Hundimiento
El 18 de febrero de 1952, mientras se dirigía de Nueva Orleans a Boston, el Pendleton se partió en dos en un vendaval al sur de Cabo Cod, Massachusetts. Un avión Consolidated PBY Catalina de la Guardia Costera de los Estados Unidos fue desviado de la búsqueda de otro petrolero T2, el Fort Mercer, para buscar al Pendleton, y localizó ambas secciones. En este punto, la Guardia Costera se dio cuenta de que estaban tratando con dos barcos que se habían partido en dos. El bote salvavidas a motor de la Guardia Costera CG 36500, capitaneado por el contramaestre de primera clase Bernard Webber, fue enviado por el oficial al mando Daniel Webster Cluff desde la estación de la Guardia Costera de los Estados Unidos en Chatham, Massachusetts .
El CG 36500 fue golpeado por las olas que pasaban por encima del banco de arena que salía del puerto, dañando el barco y dejándolo sin brújula. La tripulación siguió adelante y logró encontrar la sección de popa del Pendleton de todos modos, y realizó un audaz rescate de su tripulación. Webber maniobró cuidadosamente el CG 36500 debajo del casco inclinado e hizo avanzar el barco de la Guardia Costera de un lado a otro con las olas mientras la tripulación del Pendleton se bajaba por el costado con una escalera de Jacob. La tripulación, cronometrando su descenso contra el ascenso y la caída del océano, saltó desde la escalera oscilante a la cubierta móvil del CG 36500 mientras Webber mantenía cuidadosamente su barco debajo de la escalera pero alejado de la imponente pared de metal del averiado Pendleton.
Nueve de los 41 tripulantes del Pendleton se perdieron: ocho (incluido el capitán John Fitzgerald) que estaban en la sección de proa (que no había sido parte del rescate), y el cocinero del barco (el marinero ordinario George C. "Tiny" Meyers) de la sección de popa, que había ayudado desinteresadamente al resto de la tripulación a bajar del barco antes que él. Se perdió cuando saltó de la escalera de Jacob, cayó al océano y fue aplastado hasta morir entre el CG 36500 y el Pendleton cuando el primero fue golpeado por una ola y arrojado contra el barco, muriendo instantáneamente. Una semana después, después de su encallamiento, la proa del Pendleton fue abordada. De las ocho víctimas varadas en esta sección, solo se recuperó un cuerpo congelado, el resto se presume que fue arrastrado por la borda.
Con los supervivientes a bordo del CG 36500, surgió un desacuerdo sobre cómo se debía tratar a los supervivientes. Webber finalmente decidió no intentar localizarlos y transferirlos al USCGC McCulloch y, en su lugar, se dirigió a la costa. Los supervivientes desembarcaron sanos y salvos en Chatham.
El rescate de los supervivientes del Pendleton se considera uno de los rescates más audaces en la historia de la Guardia Costera de los Estados Unidos.  Los cuatro tripulantes del CG-36500 recibieron la Medalla de Oro al Salvamento de la Guardia Costera (en lugar de solo el timonel, el tratamiento típico). En el momento de su pérdida, el Pendleton estaba asegurado por 1.690.000 dólares.
La popa finalmente encalló frente a la isla Monomoy, al sur de Chatham, en las coordenadas 41°35′10″N 69°57′45″O , donde se deterioró con los años y ahora se encuentra bajo el agua, mientras que la proa encalló en Pollock Rip Shoal. La sección de proa se vendió en 1953 a North American Smelting Co. para reciclarla en Bordentown, Nueva Jersey. Sin embargo, quedó varada el 4 de junio de 1953 en el río Delaware y fue desmantelada allí alrededor de 1978 por el Cuerpo de Ingenieros del Ejército de los Estados Unidos.